# John Saul's Blackstone Chronicles : L'Asile maudit
John Saul's Blackstone Chronicles : L'Asile maudit (titre original : John Saul's Blackstone Chronicles: An Adventure in Terror) est un jeu d'aventure développé par Legend Entertainment, publié en 1998 par Mindscape. Le jeu prend place dans l'univers imaginé par l'auteur John Saul pour sa série des Blackstone Chronicles.
Le joueur se trouve enfermé à l'intérieur d'un ancien asile psychiatrique et dispose d'une nuit pour sauver son fils, fait prisonnier par l'esprit maléfique de l'ancien directeur de l'établissement.

## Synopsis
L'aventure se déroule à l'intérieur de l'hôpital psychiatrique de Blackstone qui, en 1998, vient d'être reconverti en musée de la psychiatrie après presque 40 ans d'abandon ; le bâtiment a quasiment retrouvé son apparence des années 1950 : dans l'ancien manoir de style victorien, les salles communes sont presque prêtes, le bureau du directeur a été restauré à l'identique, les chambres qui abritaient les aliénés ont été reconstituées, les machines de soin fonctionnent de nouveau ; des panneaux tactiles ont été ajoutés pour expliquer aux visiteurs ce qui se passait dans chaque endroit.
Le joueur incarne Oliver Metcalf, fils du dernier directeur de l'hôpital, Malcolm Metcalf. Une nuit, l'esprit de Malcolm revient hanter Oliver pour lui demander de reprendre ses travaux et se venger de ceux qui l'ont empêché d'aboutir dans ses recherches. Comme Oliver refuse, Malcolm capture le fils d'Oliver, Joshua, et l'enferme dans une pièce secrète de l'hôpital. Pour sauver son enfant, Oliver devra découvrir la nature réelle des soins menés dans l'ancien établissement médical.

## Ambiance

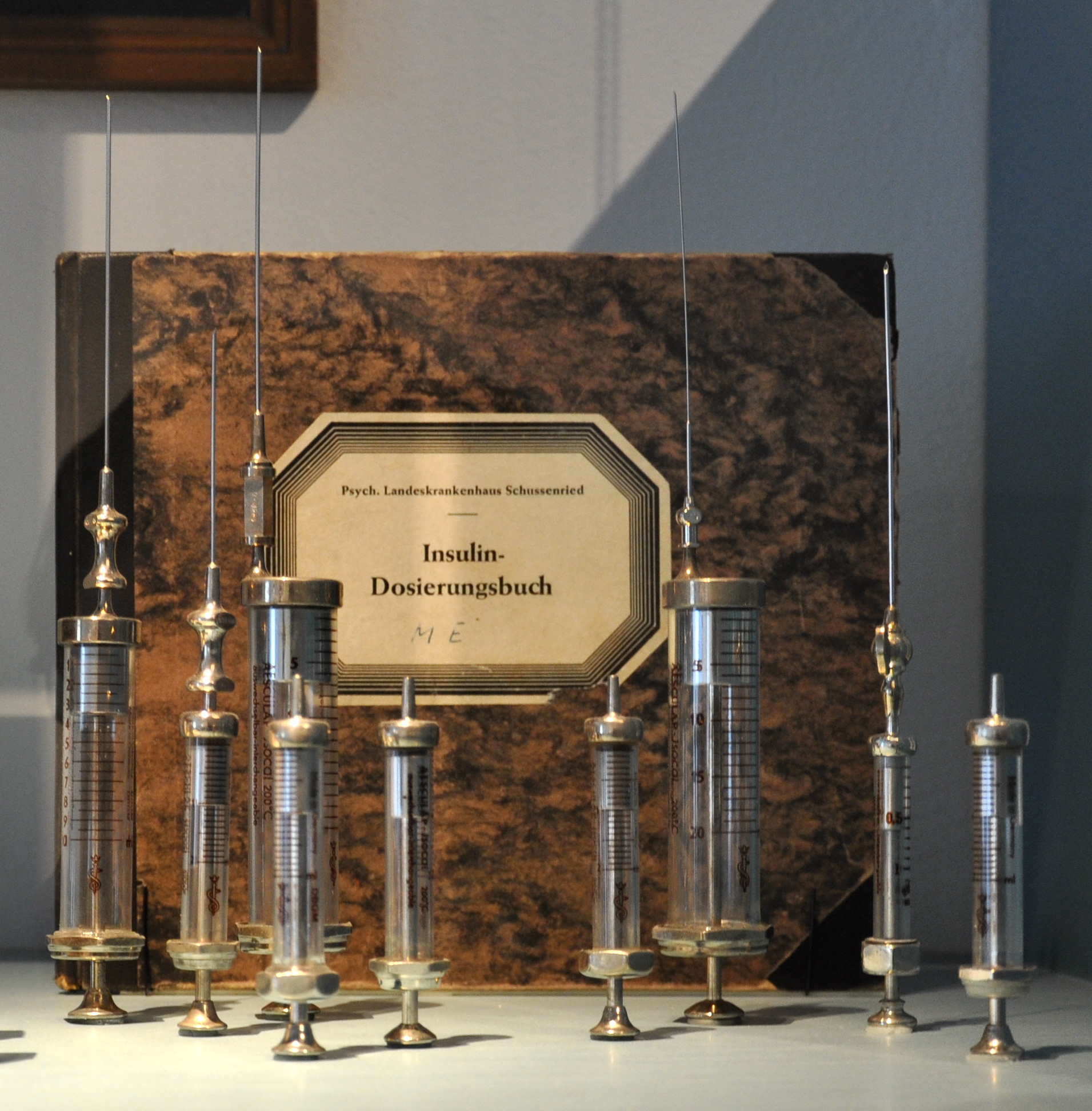
Aiguilles d'injection d'insuline accompagnées d'un manuel de dosage.

La narration est organisée pour progressivement faire croitre la tension : au début, le joueur a accès aux salles où se pratiquaient les activités communes (ergothérapie) et au bureau du directeur. Puis il découvre les pratiques de la première moitié du XXe siècle, qui incitent à se demander qui des soignants ou des soignés étaient les plus fous : hydrothérapie brutale (immobilisations dans des bains glacés ou enfermement dans des caissons surchauffés), saignée, médicaments, injection du paludisme (thérapie de Julius Wagner-Jauregg), coma insulinique provoqué (cure de Sakel), convulsivothérapie basée sur de violents chocs électriques (électroconvulsivothérapie) ou chimiques (hautes doses de métrazol), ablation chirurgicale des foyers d'infection censés causer les troubles mentaux (théorie de Henry A. Cotton), lobotomie avec marteau et pic à glace (méthode de Walter Jackson Freeman), et même torture.
Par ailleurs, le joueur reste toujours seul et ne dialogue qu'avec les esprits de son père, de son fils, des anciens pensionnaires de l'asile. Et leurs histoires contrastent singulièrement avec l'ambiance neutre que procure la visite d'un musée...

## Système de jeu
Le jeu se contrôle entièrement à la souris : déplacement, interaction avec l'environnement, manipulation de l'inventaire. Les dialogues s'effectuent en choisissant les répliques qui apparaissent lors des conversations avec les esprits. Le clavier est parfois utilisé, par exemple pour saisir des noms lors de la recherche d'informations dans les dossiers des patients.
Certaines situations peuvent provoquer la mort d'Oliver : elles représentent les pièges que Malcolm tend à son héritier. Si le joueur échoue, il peut soit recommencer l'épreuve, soit obtenir un indice avant de recommencer, soit demander que l'énigme soit automatiquement résolue.